# Primera División de Uruguay 1938
Liga Profesional de Primera División 1938 var den 36:e säsongen av Uruguays högstaliga i fotboll, och sjunde säsongen som ligan spelades på professionell nivå. Ligan spelades som ett seriespel där samtliga lag mötte varandra vid två tillfällen. Totalt spelades 110 matcher med 380 gjorda mål.
Peñarol vann sin 16:e titel som uruguayanska mästare.

## Deltagande lag
11 lag deltog i mästerskapet, samtliga från Montevideo. Ligan utökades med ett lag från föregående säsongen.

## Resultat
| Nr | Lag                  | S  | V  | O | F  | GM | IM | MS  | P  |
| -- | -------------------- | -- | -- | - | -- | -- | -- | --- | -- |
| 1  | Peñarol              | 20 | 16 | 2 | 2  | 62 | 24 | +38 | 34 |
| 2  | Nacional             | 20 | 14 | 3 | 3  | 59 | 20 | +39 | 31 |
| 3  | Central FC           | 20 | 9  | 7 | 4  | 36 | 26 | +10 | 25 |
| 4  | Montevideo Wanderers | 20 | 9  | 4 | 7  | 35 | 27 | +8  | 22 |
| 5  | Bella Vista          | 20 | 6  | 8 | 6  | 24 | 30 | −6  | 20 |
| 6  | CA Defensor          | 20 | 6  | 7 | 7  | 37 | 35 | +2  | 19 |
| 7  | River Plate          | 20 | 6  | 7 | 7  | 27 | 37 | −10 | 19 |
| 8  | Racing Club          | 20 | 4  | 8 | 8  | 23 | 30 | −7  | 16 |
| 9  | IA Sud América       | 20 | 5  | 4 | 11 | 32 | 54 | −22 | 14 |
| 10 | Rampla Juniors       | 20 | 3  | 7 | 10 | 28 | 45 | −17 | 13 |
| 11 | Liverpool            | 20 | 1  | 5 | 14 | 17 | 52 | −35 | 7  |

## Kvalspel
Liverpool fick spela kvalmatch mot Progreso från den lägre divisionen Intermedia. Lagen vann en match vardera och en segrare fick avgöras genom en avgörande playoff-match som Liverpool vann med slutsiffrorna 2–1.
| 1 |  | Liverpool | 3 – 1 | Progreso | Montevideo |  |
|   |  |           |       |          |            |  |
|   |  |           |       |          |            |  |
|   |  |           |       |          |            |  |

| 2 |  | Progreso | 3 – 2 | Liverpool | Montevideo |  |
|   |  |          |       |           |            |  |
|   |  |          |       |           |            |  |
|   |  |          |       |           |            |  |

| 3 |  | Liverpool | 2 – 1 | Progreso | Montevideo |  |
|   |  |           |       |          |            |  |
|   |  |           |       |          |            |  |
|   |  |           |       |          |            |  |